# Internazionali d'Italia 1985
Gli Internazionali d'Italia 1985 sono stati un torneo di tennis giocato sulla terra rossa. 
È stata la 42ª edizione degli Internazionali d'Italia, che fa parte del Nabisco Grand Prix 1985 e del Virginia Slims World Championship Series 1985. 
Il torneo maschile si è giocato al Foro Italico di Roma in Italia, quello femminile all'Italsider Taranto di Taranto.

## Campioni

### Singolare maschile
Yannick Noah ha battuto in finale  Miloslav Mečíř con il punteggio di 6–3, 3–6, 6–2, 7–6

### Singolare femminile
Raffaella Reggi ha battuto in finale   Vicki Nelson-Dunbar con il punteggio di 6–4, 6–4

### Doppio maschile
Anders Järryd /  Mats Wilander hanno battuto in finale  Ken Flach /  Robert Seguso con il punteggio di 4–6, 6–3, 6–2

### Doppio femminile
Sandra Cecchini /  Raffaella Reggi hanno battuto in finale  Patrizia Murgo /  Barbara Romano con il punteggio di 6–1, 5–7, 7–5